# Opuntia sulphurea
Opuntia sulphurea är en kaktusväxtart som beskrevs av George Don jr och John Claudius Loudon. Opuntia sulphurea ingår i släktet fikonkaktusar, och familjen kaktusväxter. Inga underarter finns listade i Catalogue of Life.

## Bildgalleri

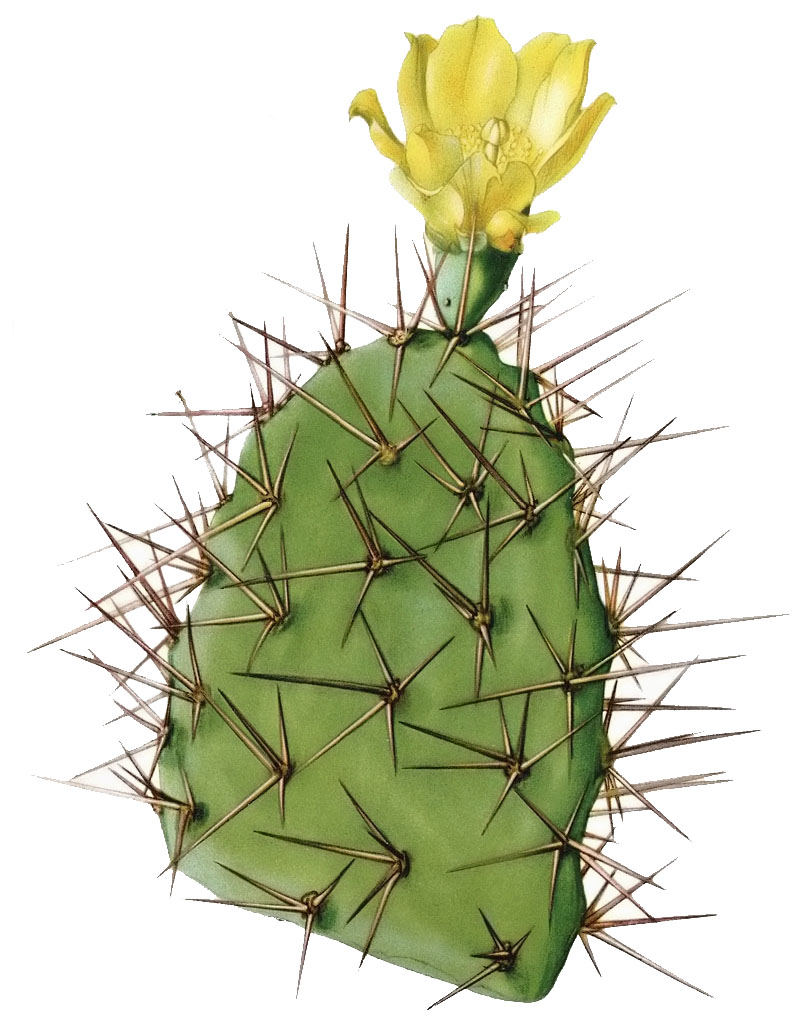
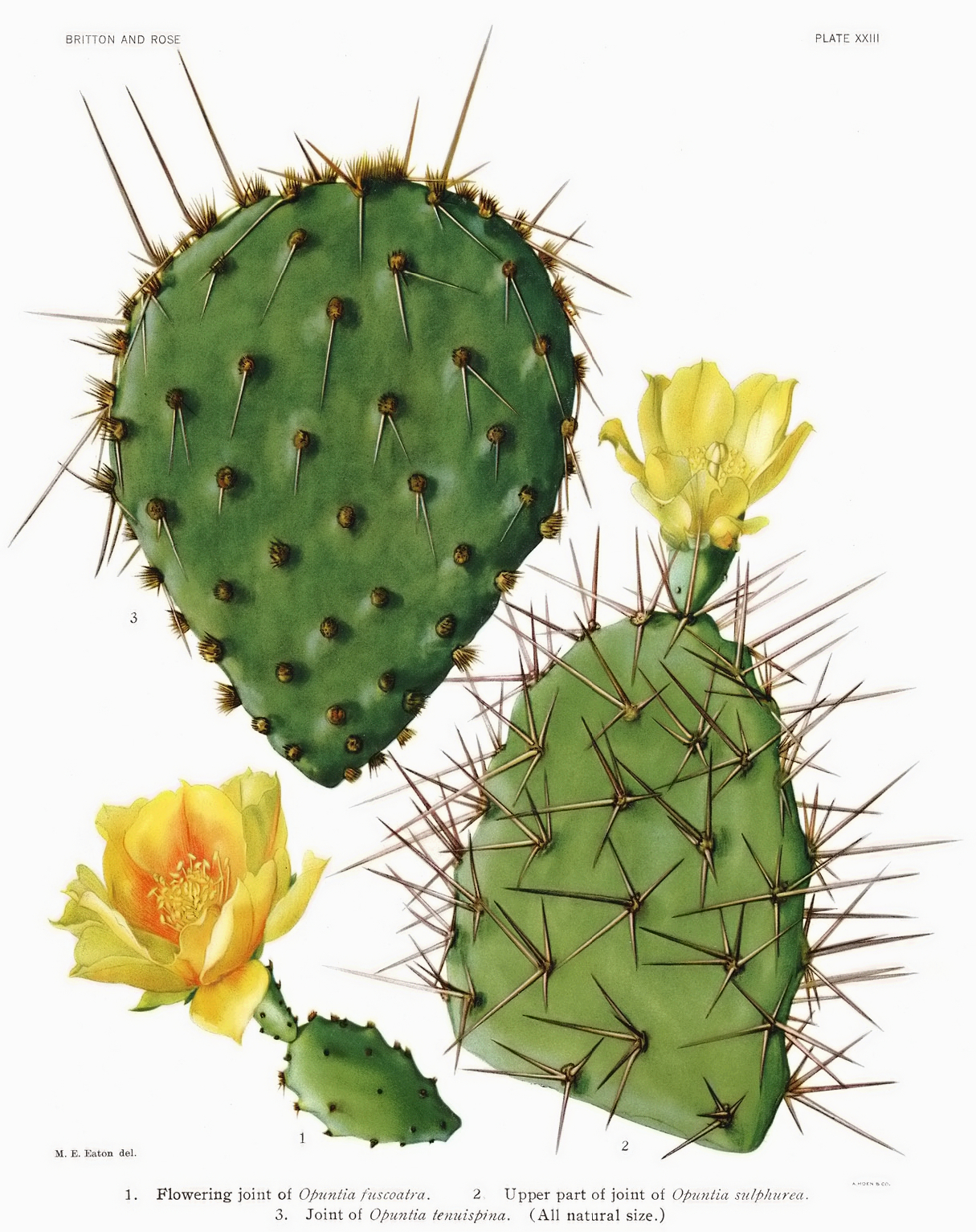
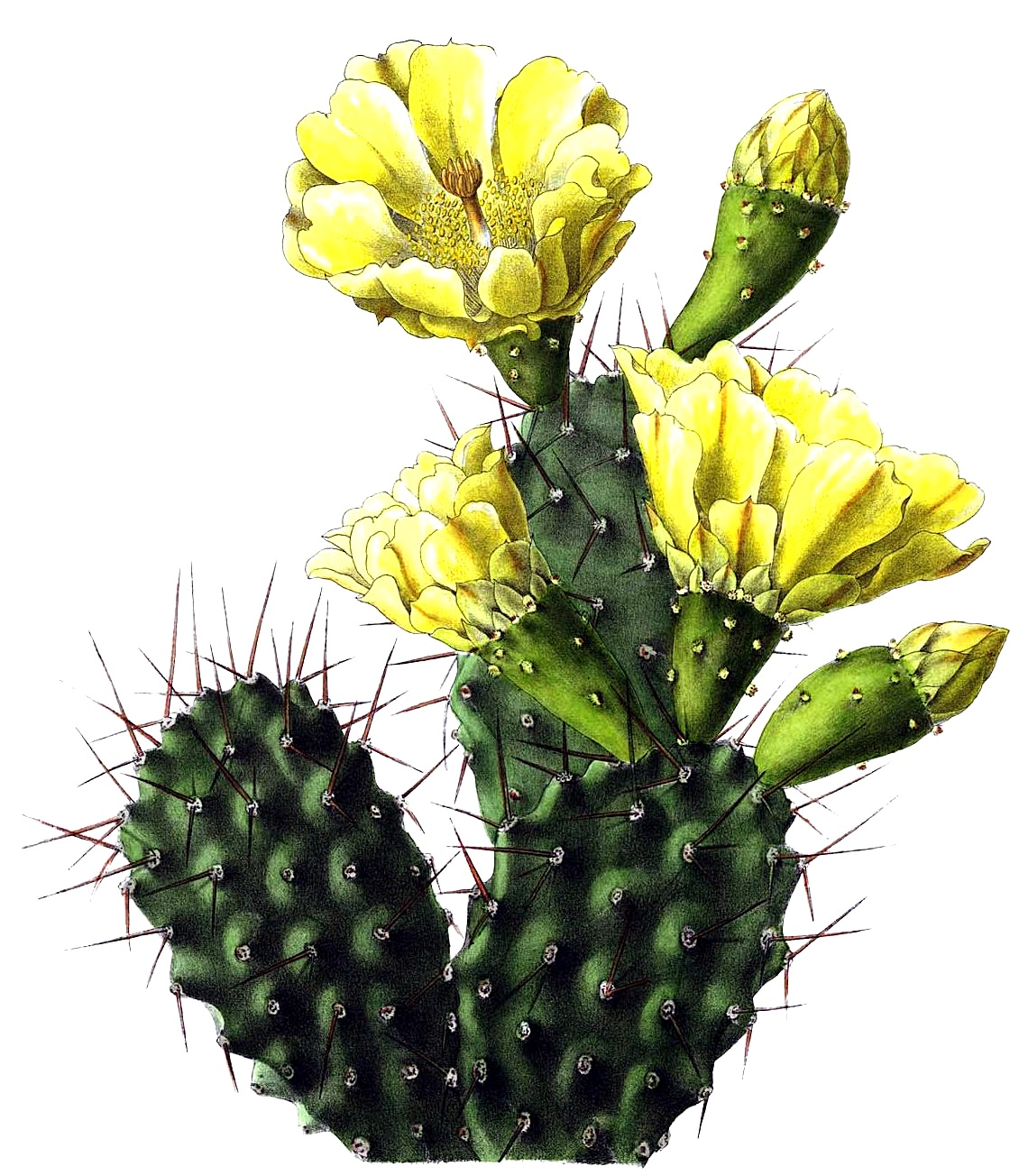